# Brett Dean
Brett Dean, född den 23 oktober 1961 i Brisbane, Australien, är en samtida australisk kompositör, violast och dirigent.

## Karriär
Dean studerade vid konservatoriet i Queensland där han utmärktes med Medal of Excellence. Från 1985 till 1999 var Dean violast i Berlinerfilharmonikerna. År 2000 bestämde han sig för att göra karriär som frilansande musiker och återvände till Australien. Som kompositör och musiker är han idag en regelbundet inbjuden gäst till konsertscener runt om i världen.
Brett Dean var konstnärlig ledare för Australian National Academy of Music i Melbourne fram till juni 2010 då hans bror, Paul Dean, tog över uppdraget.

## Utmärkelser
Deans klarinettkonsert Ariel's Music vann pris i Unesco International Rostrum of Composers 1995. Winter Songs för tenor och blåsarkvintett fick Paul Lowin Song Cycle Prize år 2001. Moments of Bliss för orkester utsågs till bästa komposition vid Australian Classical Music Awards 2005. Under 2002-2003 var Dean "Artist in Residence" hos Melbourne Symphony Orchestra och Composer in residence vid Cheltenham Festival. Under 2007-2008 blev han "Artist in Residence" hos Radio-Sinfonieorchester Stuttgart. År 2009 fick han Grawemeyer Award for Music Composition violinkonserten The Lost Art of Letter Writing. Sedan 2010 är Brett Dean "Artist in Residence" hos Svenska Kammarorkestern i Örebro. I november 2011 ägnades den årliga tonsättarfestivalen i Stockholms konserthus åt Bratt Dean.
Dean har tilldelats ett hedersdoktorat vid Griffith University i Brisbane.

## Verk
Dean började komponera år 1988, initialt med fokus på experimentella film- och radioprojekt, samt improvisatoriska framträdanden. Sedan dess har han komponerat flitigt, främst orkester- eller kammarmusik, samt konserter för flera soloinstrument. Hans mest framgångsrika arbete är Carlo, inspirerat av Carlo Gesualdos musik. I september 2008 hade Deans komposition Polysomnography för blåskvintett och piano världspremiär vid festspelen i Luzern. I oktober 2008 dirigerade Simon Rattle uruppförandet av orkestersångerna Songs of Joy i Philadelphia. Deans första opera, Bliss, baserad på en roman av Peter Carey, hade premiär på Opera Australia år 2010.
Deans kompositionsstil karaktäriseras av dynamiska ljudlandskap och instrumentala partier med komplexa rytmer. Han skapar musikaliska ytterligheter, från hårda explosioner till ytterst svaga passager. Moderna speltekniker är karaktäristiska för hans stil, liksom utarbetade partier för slagverk, ofta berikade med föremål från vardagslivet. Många av Deans arbeten använder sig av litterära, politiska eller visuella inspirationskällor, och vidarebefordrar ofta ett icke-musikaliskt "meddelande". Samtidens miljöproblem är ämnet för Water Music och Pastoral Symphony, medan Vexations och Devotions behandlar absurditeterna i dagens moderna informationssamhälle.

## Lista över kompositioner

### Scenmusik
- StageOne of a Kind – Balett i tre akter för solo cello och tape (1998)
- Bliss - Opera (2010)

### Orkester
- Carlo* – Musik för stråkar, sampler och band (1997)
- Beggars and Angels – Musik för orkester (1999)
- Amphitheatre – Scen för orkester (2000)
- Etüdenfest för stråkorkester med piano utanför scenen (2000)
- Game over för instrumentalsolister, stråkorkester och elektronik (2000)
- Pastoral Symphony för kammarorkester (2000)
- Dispersal för orkester (2001)
- Shadow Music för liten orkester (2002)
- Between Moments – Musik för orkester, till minne av Cameron Retchford (2003)
- Ceremoniella för orkester (2003)
- Moments of Bliss för orkester (2004)
- Parteitag - Musik för orkester grupper och video (2004/05)
- Short Stories – Fem mellanspel för stråkorkester (2005)
- Komarov's Fall för orkester (2005/06)
- Testament - Musik för orkester, efter en version för 12 violas (2008)
- Fire Music – beställningsverk av Kungliga Filharmonikerna (2011)

### Konserter
- Ariel musik för klarinett och orkester (1995)
- Violakonsert (2004)
- Water Music för saxofonkvartett och kammarorkester (2004)
- The Lost Art of Letter Writing för violin och orkester (2006) – bygger på fyra viktiga 1800-talsbrev, inklusive Brahms kärleksbrev till Clara Schumann
- The Siduri Dances för soloflöjt och stråkorkester (2007)

### Kammarmusik
- Fledermaus – uvertyr av Johann Strauss d.y., arr. för oktett (1988)
- Wendezeit (Hyllning till FC) för 5 viola (1988)
- some birthday… för 2 viola och cello (1992)
- Night Window – Musik för klarinett, viola och piano (1993)
- Till Eulenspiegels lustige Streiche av Richard Strauss, arr. för oktett (1995)
- Twelve Angry Men för 12 celli (1996)
- Voices of Angels för stråkar och piano (1996)
- Intimate Decisions för solo viola (1996)
- Night's Journey för 4 tromboner (1997)
- Three Pieces for Eight Horns (1998)
- hundreds and thousands för tape (1999)
- Huntington Eulogy för cello och piano (2001)
- Testament för 12 viola (2002)
- Eclipse för stråkkvartett (2003)
- Three Caprichos after Goya för sologitarr (2003)
- Equality för piano (med talstämma) (2004)
- Demons för solo flöjt (2004)
- Prayer för piano (med talstämma) (2005)
- Recollections för ensemble (2006)
- Polysomnography – Musik för piano och blåskvartett (2007)

### Körverk
- Katz and Spatz för åttastämmig blandad kör (1999/2002)
- Bell and Anti-Bell (Från "Parables, Lullabies and Secrets") för barnkör och liten orkester (2001)
- Tracks and Traces – fyra sånger för barnkör, baserad på texter av aboriginer (2002)
- Vexations and Devotions för körer och stor orkester (2005)
- Now Comes the Dawn för blandad kör (2007)

### Vokalverk
- Winter Songs för tenor och blåsarkvintett (2000)
- Buy Now, Pay Later! av Tim Freedman, arr. för röst och ensemble (2002)
- Sparge la morte för solocello, sånggrupp och tape (2006)
- Poems and Prayers för mezzosopran och piano (2006)
- Wolf-Lieder för sopran och ensemble (2006)
- Songs of Joy (från Bliss) för baryton och orkester (2008)